# Kibasen
 (novembre 2022).
Si vous disposez d'ouvrages ou d'articles de référence ou si vous connaissez des sites web de qualité traitant du thème abordé ici, merci de compléter l'article en donnant les références utiles à sa vérifiabilité et en les liant à la section « Notes et références ».

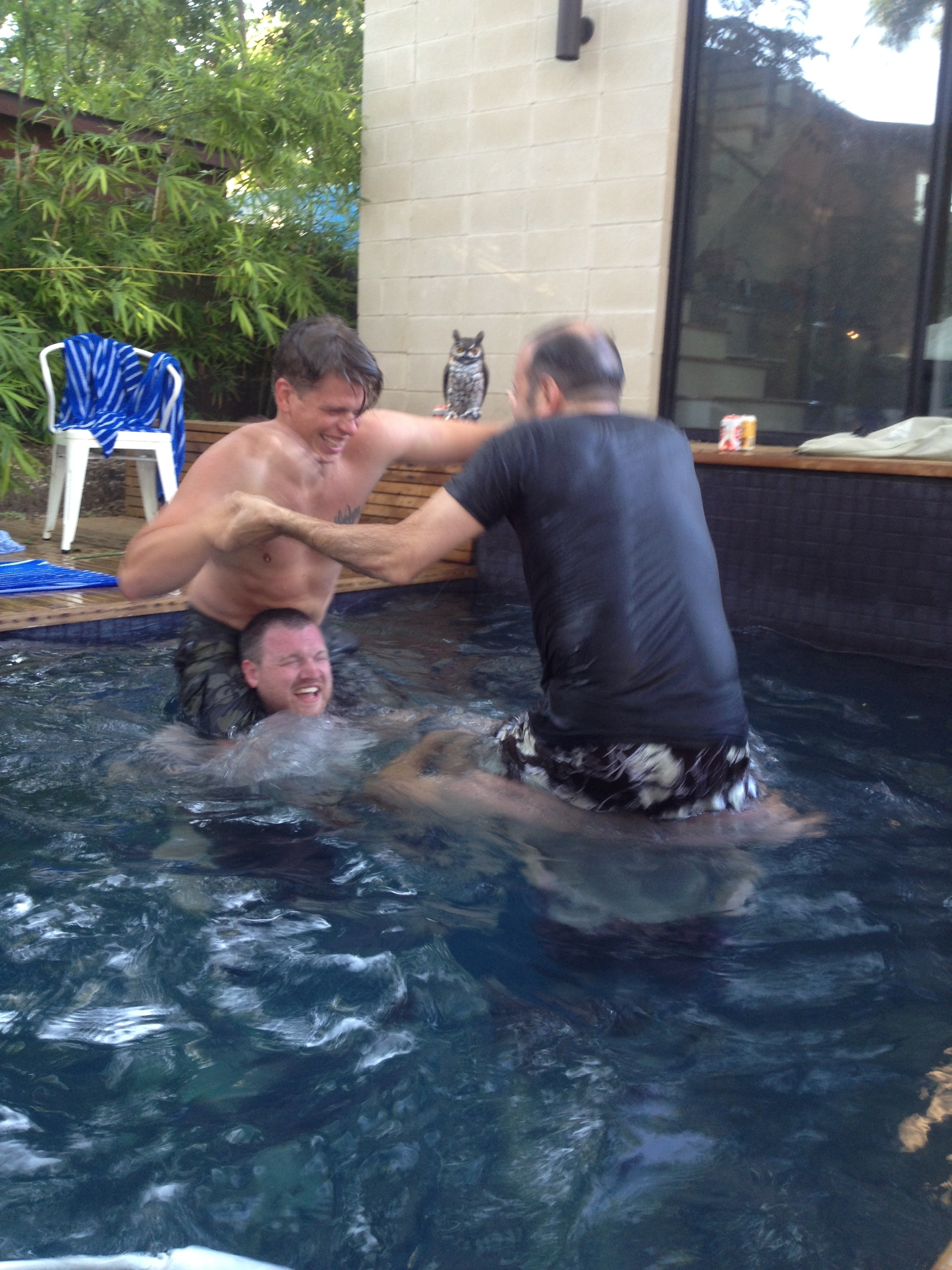
Photographie d'un Kibasen

Le kibasen (騎馬戦), également connu sous le nom anglophone de chicken fight, est un jeu sportif à plusieurs, le plus souvent joué dans un lac ou dans une piscine. Au Brésil, ce jeu est appelé "briga de galo" (littéralement "combat de coq") et au Mexique, "combat de chameaux"[réf. nécessaire]. 

## Règles du jeu
Un membre de l'équipe est assis sur les épaules de son coéquipier, ou est porté sur son dos ; celui qui porte est le véhicule, celui sur le dos est l'attaquant. Le but du jeu est de faire tomber le joueur de l'équipe adverse. Le porteur ne peut pas utiliser les bras ou les mains et doit utiliser son élan pour se jeter sur le porteur adverse. L'attaquant peut utiliser tous les moyens possibles pour séparer l'autre équipe ou la faire tomber. Si une équipe est séparée ou renversée de quelque manière que ce soit, elle perd, et se retire de l'arène. La dernière équipe restante gagne la partie. Il n’est pas rare que ce jeu soit interdit dans les piscines pour des raisons de sécurité. 
Le kibasen à proprement parler est la variante japonaise du jeu. Elle est jouée de manière courante lors des évènements sportifs au collège ou au lycée, et se joue le plus souvent sur terre et non dans l'eau. Une équipe de quatre travaille ensemble en portant le quatrième coéquipier, qui porte un bandana ou un chapeau. L'équipe est vaincue si elle est renversée ou, plus souvent, si son bandana / chapeau est enlevé par un adversaire.  

## Interdiction progressive
Ces dernières années[Depuis quand ?], certaines écoles ont cessé de faire jouer leurs élèves au kibasen à cause des risques de blessures. Lors d'un incident survenu en 2003, un lycéen de la préfecture de Fukuoka est resté quadriplégique après être tombé des épaules de ses coéquipiers. 